# Kinas kommunistiska ungdomsförbund
Kinas kommunistiska ungdomsförbund (kinesiska: 中国共产主义青年团; pinyin: Zhōngguó Gòngchǎnzhǔyì Qīngniántuán) är en ungdomsrörelse i Folkrepubliken Kina som organiserar ungdomar i åldern 14 till 28 år. De som är förtroendevald kan dock stanna längre.

## Historia
Det kommunistiska ungdomsförbundets verksamhet började i maj 1920 och kallades då Kinas socialistiska ungdomsförbund. I början var verksamhet mestadels att motverka imperialism. När Kinas kommunistiska parti grundades officiellt i juli 1921, blev förbundet en av partiets organisationer. Officiellt grundades ungdomsförbundet i Guangzhou 1922. Det fick sitt nuvarande namn 1925.
Efter Folkrepublikens grundande 1949, då Kinas kommunistiska parti blev statsbärande parti, har ungdomsförbundet ofta tjänat som plantskola för partiet. Under kulturrevolutionen, som startade 1966, upplöstes dock förbundet och upprättades inte förrän 1978, då Deng Xiaoping inledde reform- och öppningspolitiken.

## Funktioner i dagens Kina
Förbundet drivs av Kinas kommunistiska parti och är organiserat på samma sätt som partiet. Ledare för ungdomsförbundet kallas "förste sekreterare" och är också ledamot i Centralkommittén i Kinas kommunistiska parti. Ungdomsförbundet ansvarar också för att driva Kinas ungpionjärer.
Idag är de flesta kinesiska gymnasister medlemmar i ungdomsförbundet när de tar examen. 2017 rapporterades att förbundet hade 81 miljoner medlemmar. Ungdomsförbundet är den viktigaste organisationen inom den Allkinesiska ungdomsfederationen och ger ut en egen tidning, Kinas ungdomsdagblad (中国青年报), som har en upplaga på 400.000 exemplar.
Att befrämja sin karriär är en av de viktigaste orsaker att vara med i ungdomsförbundet: i en undersökning där universitetsstudenter i Jingxi intervjuades, svarade 49 % att de är intresserade av ungdomsförbundets verksamhet för att det hjälper på arbetsmarknader senare i livet. Några stora kinesiska företag som Baidu och Didi Chuxing har publicerat jobbannonser där medlemskap i kommunistiska partiet eller ungdomsförbundet är ett krav på anställning. Också de högst ämbeten inom armén, statsägda företag och universitet brukar gå till endast till medlemmar inom kommunistiska partiet.
En rad viktiga politiker i dagens Kina, som Hu Jintao och Li Keqiang har gjort karriär i ungdomsförbundet, varför dessa politiker ibland brukar räknas till "ungdomsförbundsfraktionen" (tuanpai) inom partiet.

## Lista på förste sekreterare sedan 1957
- Hu Yaobang (胡耀邦): 1957–1978
- Han Ying (韩英): 1978–1982
- Wang Zhaoguo (王兆国): 1982–1984
- Hu Jintao (胡锦涛): 1984–1985
- Song Defu (宋德福): 1985–1993
- Li Keqiang (李克强): 1993–1998
- Zhou Qiang (周强): 1998–2006
- Hu Chunhua (胡春华): 2006–2008
- Lu Hao (陆昊): 2008–2013
- Qin Yizhi (秦宜智): 2013–2017
- He Junke (贺军科): 2018–

## Galleri

Ungdomsförbundets flagga
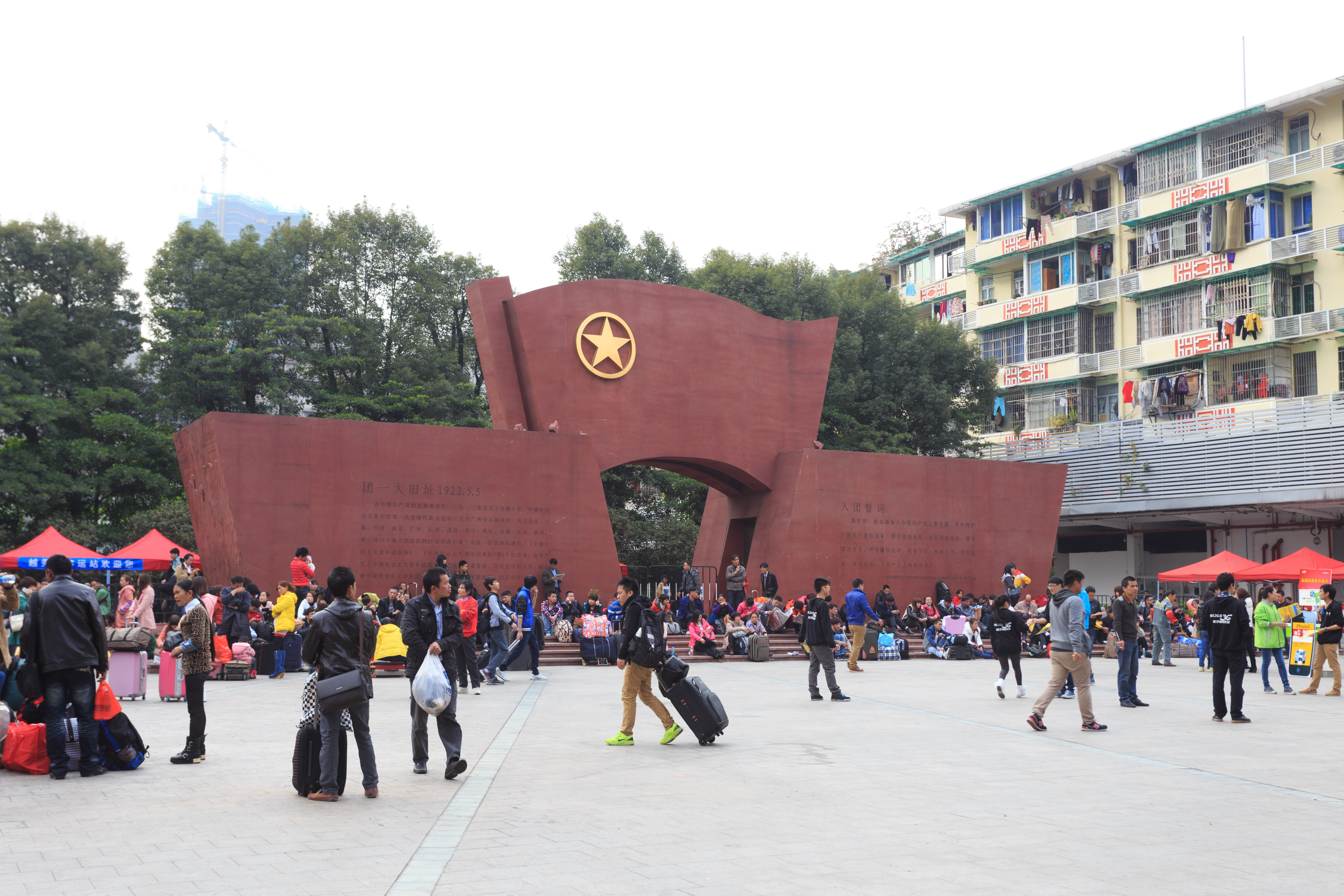
Minnesstoden för ungdomsförbundets grundande i Guangzhou.